# Chevereșu Mare
Chevereșu Mare é uma comuna romena localizada no distrito de Timiș, na região histórica do Banato (parte da Transilvânia). A comuna possui uma área de 81.17 km² e sua população era de 1971 habitantes segundo o censo de 2007.